# Dicyphus annulatus
Dicyphus annulatus is een wants uit de familie van de blindwantsen (Miridae). De soort werd het eerst wetenschappelijk beschreven door Johann Friedrich Wolff in 1804.

## Uiterlijk
De langwerpig gevormde blindwants heeft volledige vleugels en kan 3 tot 3,5 mm lang worden. De pootjes hebben bruine vlekjes en zijn verder lichtbruin, net als de voorvleugels. De basiskleur van de antennes is zwart maar ze hebben witte ringen op het eind van het eerste segment en op het eind en het midden van het tweede segment. Het vierde segment is lichter gekleurd. Ook het scutellum heeft aan de buitenkanten twee witte vlekjes en is verder donkerbruin. Het halsschild is bruin met een witte streep in de lengte over het midden en een witte vlek in het midden. De kop is zwart en heeft twee witte vlekjes bij de ogen. Dit laatste kenmerk helpt om de wants te onderscheiden van Dicyphus globulifer die verder erg lijkt op Dicyphus annulatus. Dicyphus globulifer heeft echter een enkele lichtgele vlek bij de ogen en heeft een tweede antennesegment dat geelwit is aan de uiteinden.

## Leefwijze
De soort overwintert als volwassen dier. De nieuwe generatie volwassen dieren kunnen vanaf juli worden waargenomen in droge gebieden met zanderige kalkrijke bodem op onder andere kattendoorn (Ononis spinosa) en kruipend stalkruid (Ononis repens).

## Leefgebied
De wants is in Nederland zeldzaam en komt verder voor in Europa, Azië en Noord-Afrika.